# Kravis

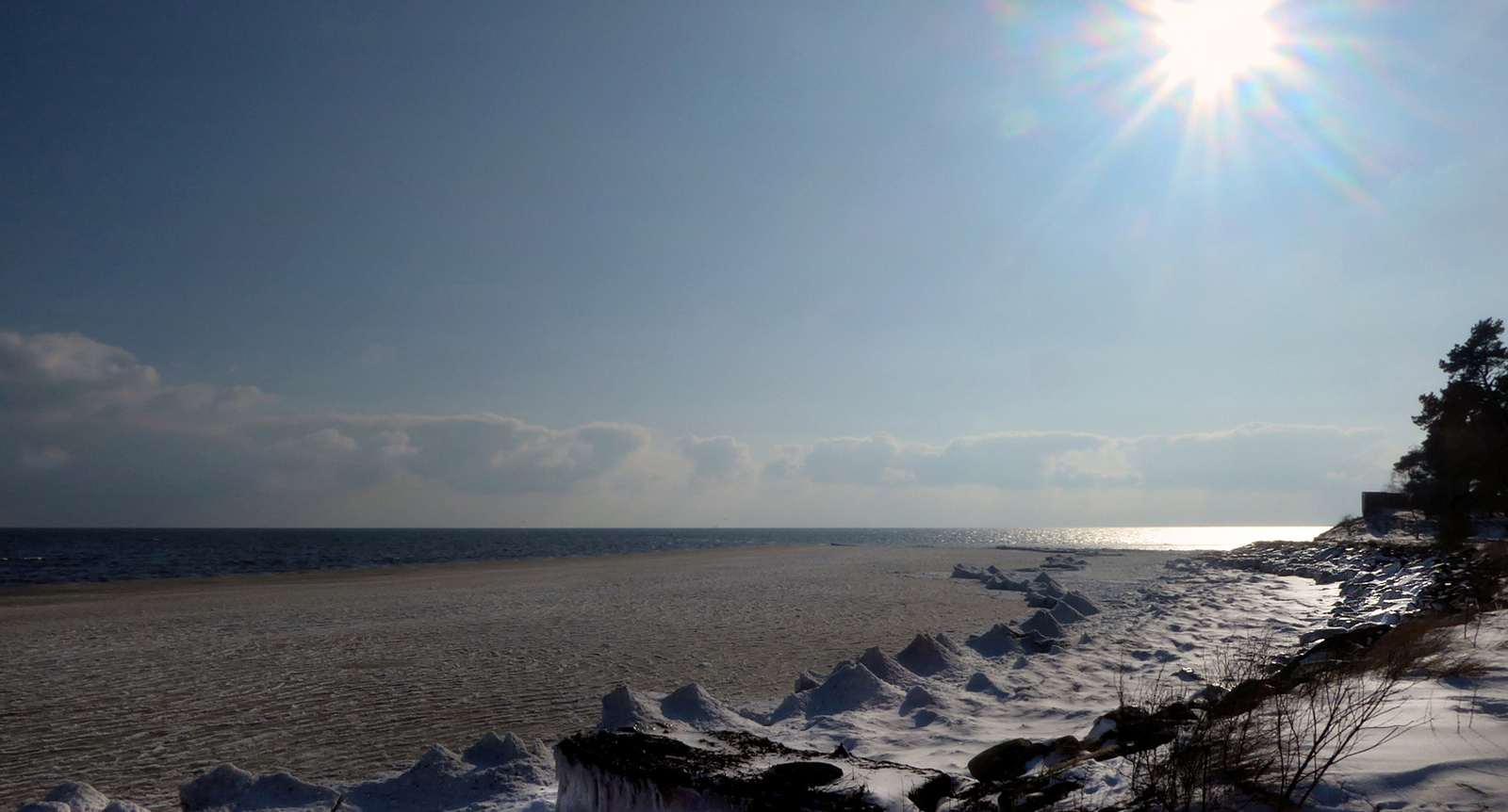
Kravis vid Ystads Saltsjöbad 4 mars 2018.

Kravis, eller sörpa, är en istyp som bildas av att krav klumpar ihop sig och bildar ett istäcke. Detta sker företrädesvis i salta hav och i strömmande vattendrag där vattnets rörelser möjliggör bildningen av krav.
Kravisen kan bildas på botten, vilket kallas för bottenis. Kravis kan även bildas på föremål i vattnet. En för människan besvärlig situation när detta sker är när det bildas på galler vid vattenintag till vattenkraftanläggningar. Det minskar vattengenomströmningen och effekten påverkas. Vanligast för kravisbildning är dock när kravet flyter upp till ytan och fryser ihop till ett kravistäcke. Kravis som bildas i hav får ofta större saltinnehåll än kärnis som bildas i havet.